# Výměna (film)
Výměna (v anglickém originále Changeling) je americký dramatický film z roku 2008. Režisérem filmu je Clint Eastwood. Hlavní role ve filmu ztvárnili Angelina Jolie, Jeffrey Donovan, John Malkovich, Jason Butler Harner a Amy Ryan.

## Ocenění
Angelina Jolie byla za svou roli v tomto filmu nominována na Oscara, Zlatý glóbus, cenu BAFTA a SAG Award. Film byl dále nominován na dva Oscary (kategorie nejlepší kamera a výprava), jeden Zlatý glóbus (kategorie nejlepší hudba) a sedm cen BAFTA (kategorie nejlepší scénář, kamera, střih, výprava, kostýmy, zvuk a režie).

## Obsazení
| Angelina Jolie      | Christine Collins |
| Jeffrey Donovan     | J. J. Jones       |
| John Malkovich      | Gustav Briegleb   |
| Jason Butler Harner | Gordon Northcott  |
| Amy Ryan            | Carol Dexter      |
| Geoff Pierson       | Sammy Hahn        |
| Colm Feore          | James E. Davis    |
| Denis O’Hare        | Jonathan Steel    |